# La Cité des ombres
La Cité des ombres (titre original : The Falling Woman) est un roman de Pat Murphy publié en 1986.

## Résumé
Elizabeth Butler est archéologue et auteur de nombreux livres à succès qui remettent en question les idées de ses collègues sur la civilisation maya. Elizabeth a un don étrange, relié à la tentative de suicide d'une jeune Fellen, qui lui permet de voir les esprits antiques quand elle marche au crépuscule et à l'aurore. 
L'histoire commence alors qu'Elizabeth est au milieu de sa huitième semaine d'étude à Dzibilchaltún. Son équipe espère trouver des artefacts cruciaux qui animeraient l'intérêt d'investisseurs pour des études plus approfondies sur le site.